# Tom Benson
Thomas Milton Benson (Nueva Orleans, Luisiana; 12 de julio de 1927-Jefferson, Luisiana; 15 de marzo de 2018) fue un empresario estadounidense.

## Biografía
Dueño de los equipos deportivos New Orleans Saints y New Orleans Pelicans, a los Saints los adquirió en 1985 y a los Pelicans en 2012. También poseía varios concesionarios de automóviles en las áreas del Greater New Orleans y San Antonio, Texas en los Estados Unidos. Benson se convirtió en millonario al invertir las ganancias de sus concesionarias en bancos locales. Eventualmente llegó a comprar varios bancos pequeños del Sur de Estados Unidos para formar la compañía Benson Financial, que posteriormente vendió a Wells Fargo en 1996.
Tom Benson fue hospitalizado con gripe el 16 de febrero de 2018, y falleció con noventa años, acompañado por su esposa Gayle Marie Benson, en el centro médico Ochsner.